# Борн, Самуэль Фредрик фон
Самуэль Фредрик фон Борн (швед. Samuel Fredrik von Born; 2 июля 1782, Ловийса — 15 ноября 1850, Гельсинфорс, Великое княжество Финляндское) — российский и финляндский государственный деятель, подполковник, Улеаборгский губернатор (1820—1826). Вице-президент экономического департамента Императорского Сената Финляндии (1826—1828).

## Биография
Представитель дворянского рода фон Борнов, выходцев из Померании.
Как и многие другие государственные служащие того времени, карьера фон Борна началась со службы в армии. Окончил Финляндский кадетский корпус в Хапаниеми Куопиоской губернии, до 1810 года служил офицером в шведской армии. Участвовал в Русско-шведской войне 1808—1809 гг. В 1810 году вышел в отставку в звании подполковника шведской армии и вернулся в Финляндию.
В 1819—1820 годах — вице-губернатор, в 1820—1826 годах — губернатор Улеаборгской губернии. При нём в 1822 году произошёл большой пожар в Оулу, уничтоживший полностью центр города. После окончания срока полномочий в 1826 году стал вице-президентом экономического департамента Императорского Сената Финляндии (до 1828).
С 1811 года был женат на Катарине Элизабет фон Мориан (von Morian, 1793—1835).

## Награды
- Орден Меча рыцарский крест (RSO) (3 июля 1809, королевство Швеция)[2] (после реформы ордена, проведённой в 1889 году, соответствует рыцарскому кресту 1-го класса (RSO1kl))
- Орден Святой Анны 2-й степени (8 августа 1819, Российская империя)[2]
- Орден Святого Владимира 2-й степени (3 сентября 1826, Российская империя)[2]